# Таинственный сад (фильм, 1993)
«Таинственный сад» (англ. The Secret Garden) — кинофильм. Экранизация произведения, автор которого — Фрэнсис Бёрнетт. Фильм имеет и другое название — «Секретный сад». В 2001 году появилось продолжение — «Возвращение в таинственный сад».

## Сюжет
Главная героиня фильма — маленькая девочка Мэри. Она потеряла своих родителей и стала сиротой.
Теперь она живёт со своим дядей Арчибальдом в Великобритании. У дяди крепкий дом и очень интересный сад. В этом есть какая-то загадка.
Мэри находит себе нового друга — мальчика Колина. Он помогает девочке залечить её душевные раны. Вместе они пытаются разгадать загадку таинственного сада.

## В ролях
- Кейт Маберли — Мэри Леннокс
- Хейдон Праус — Колин Крейвен
- Эндрю Нотт — Дикон Сауэрби
- Мэгги Смит — Миссис Мэдлок
- Лаура Кроссли - Марта Сауэрби
- Джон Линч — Арчибальд Крейвен
- Уолтер Спэрроу — Бэн Везерстаф
- Ирен Жакоб — Мама Мэри
- Фрэнк Бэйкер
- Валери Хилл